# Etting (Ingolstadt)
Etting ist ein Stadtteil von Ingolstadt in Oberbayern und liegt im Norden des Stadtgebiets auf einer Höhe von etwa 350 m ü. NN. Bei 4950 Einwohnern (Stand 31. Dezember 2021) und einer Fläche von 8,61 km² hat Etting eine Bevölkerungsdichte von 563 Einwohnern je km².

## Geschichte
Der genaue Gründungszeitraum des Dorfes Etting ist nicht bekannt. Funde aus der Zeit der Merowinger und Karolinger lassen die Entstehung des Ortes im 7. Jahrhundert vermuten: Mehrere Gräberfelder und Siedlungsspuren südlich des heutigen Etting legen eine merowingerzeitliche Gründung Mitte des 7. Jahrhunderts nahe, wobei die zeitlich zur Siedlung gehörenden Gräber auch Bestattungen von sozial Hochgestellten aufweisen.
Anlässlich der Gebietsreform in Bayern  wurde die bis dahin selbstständige Gemeinde Etting (Fläche 870,70 Hektar) am 1. Juli 1972 mit Ausnahme des Weilers Blumhof in die kreisfreie Stadt Ingolstadt eingemeindet. Blumhof, neben dem Pfarrdorf Etting der einzige weitere Ortsteil der Gemeinde, der zuletzt im Amtlichen Ortsverzeichnis zur Volkszählung 1961 mit 7 Einwohnern in 3 Wohngebäuden gelistet wurde, kam zur westlichen Nachbargemeinde Gaimersheim. Die Fläche dieses nach Gaimersheim eingemeindeten Gebiets betrug 54,3 Hektar (Differenz der früheren Gemeindefläche 870,7 Hektar und aktueller Stadtteilfläche 861,4 Hektar).

## Politik
Die ehemals selbständige Gemeinde Etting ist nun als Stadtbezirk VII in die Verwaltung der Stadt Ingolstadt eingegliedert. Der Bezirksausschuss vertritt den Stadtbezirk und seine Einwohner bei der Stadt Ingolstadt. Der derzeitige Bezirksausschuss umfasst 13 Mitglieder, die von den Parteien entsprechend der Wahlergebnisse im Bezirk Etting der letzten Kommunalwahl 2014 folgendermaßen besetzt werden:
- CSU: 7 Sitze
- FW: 2 Sitze
- SPD: 2 Sitze
- Grüne: 2 Sitze

## Verkehr
Wegen der Nähe zur Stadt und dem direkt benachbarten Audi-Werksgelände konzentriert sich vor allem zu Schichtwechselzeiten der Verkehr in Etting.
Über die Buslinien 15, 55 und N4 der INVG verfügt Etting über eine schnelle Anbindung in die Innenstadt und den Nordbahnhof. Mit der neuen Linie 59, Etting – Bahnhof Ingolstadt Audi – Am Westpark – Klinikum wurde im Jahre 2021 eine Direktverbindung von Etting über den Bahnhof Ingolstadt Audi, Am Westpark zum Klinikum Ingolstadt geschaffen.

## Bauwerke

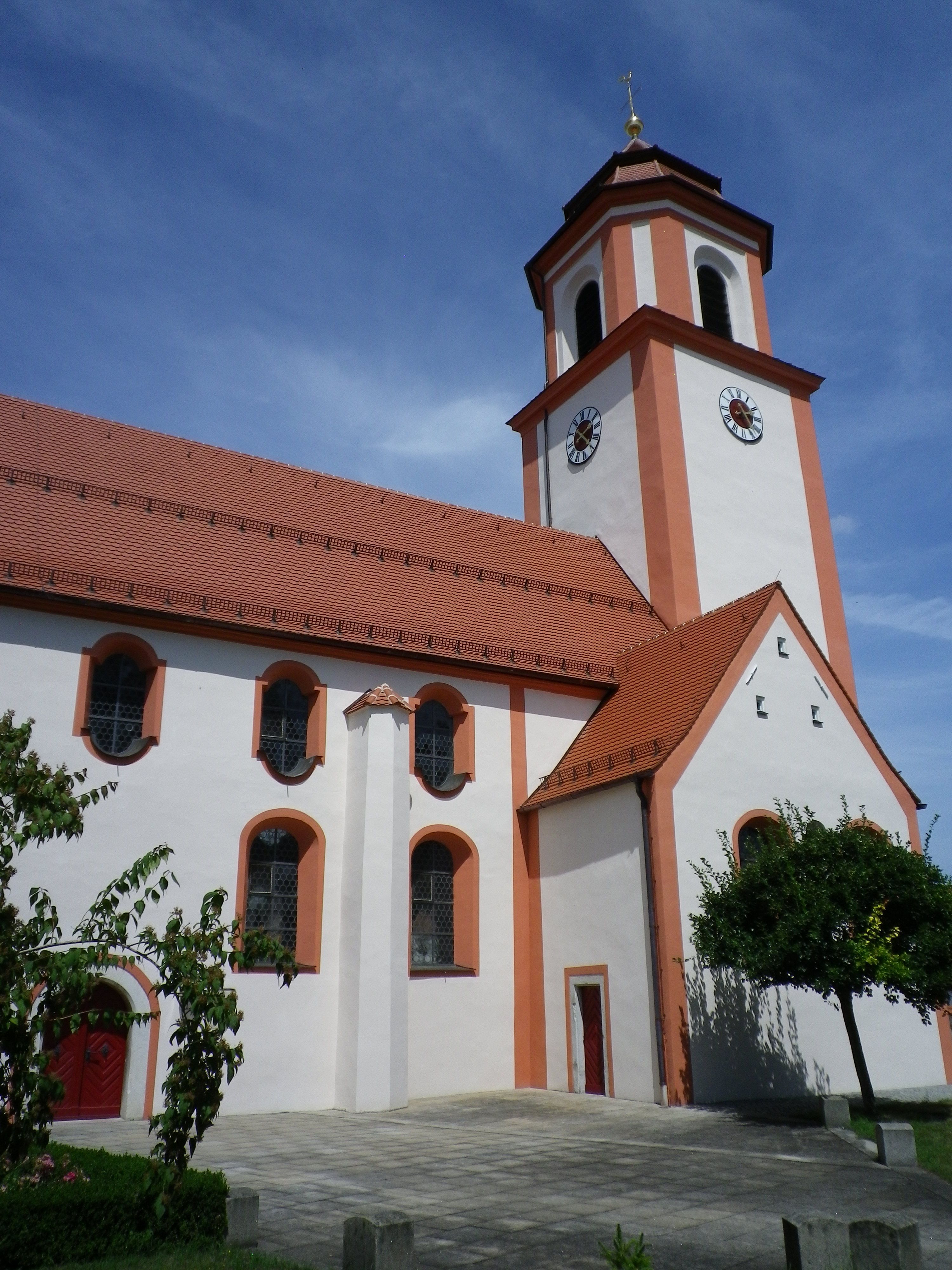
Kirche Sankt Michael

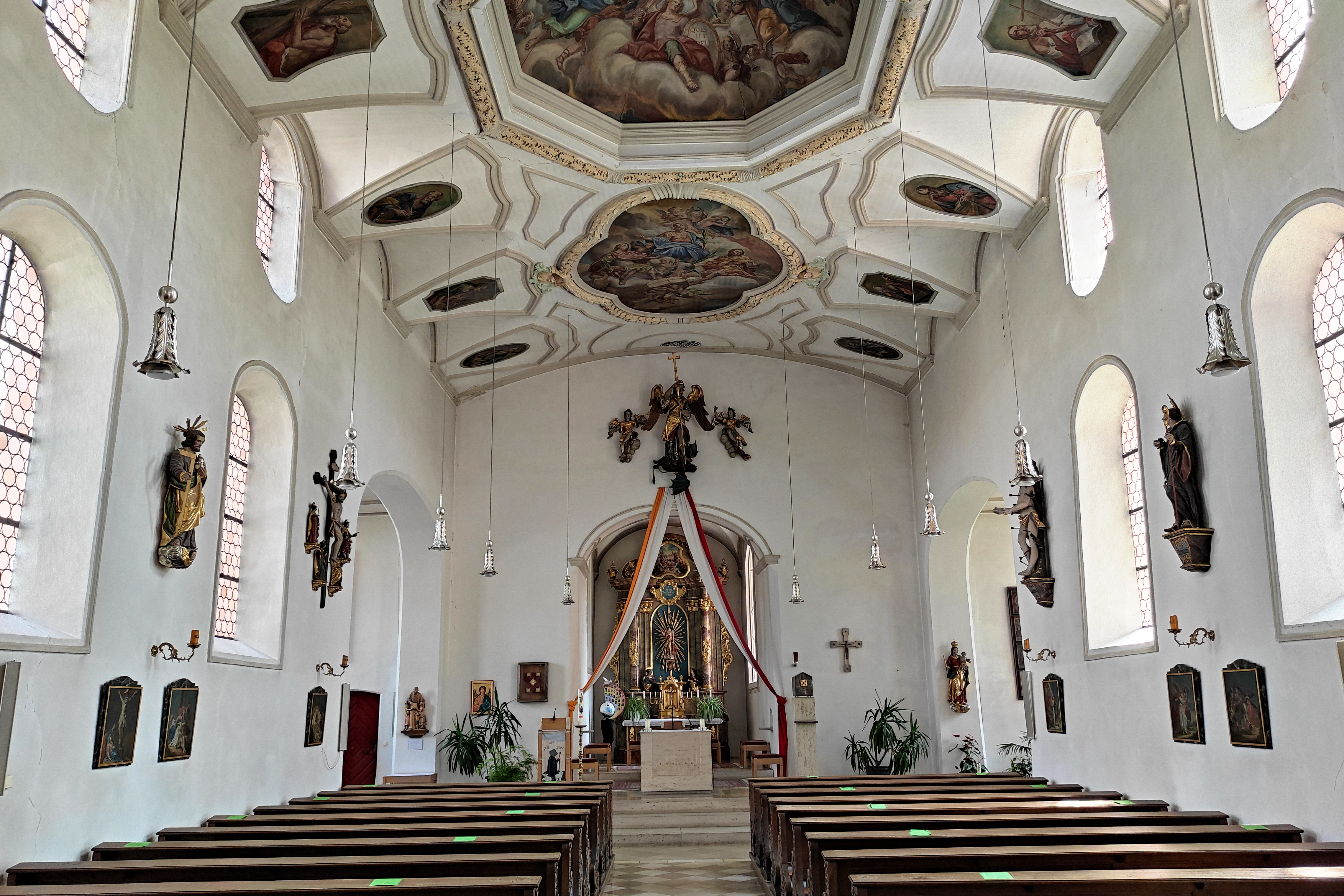
Kirche Sankt Michael: Innenraum

Die Bauzeit der Kirche St. Michael – das älteste Gebäude Ettings – wird auf das 11. bis 12. Jahrhundert geschätzt.
Das katholische Pfarrhaus besteht aus einem zweigeschossigen giebelständigen Satteldachbau. Es wurde im Jahr 1699 erbaut und Ende des 18. Jahrhunderts verlängert. Der Pfarrstadel entstand um 1700 und ist mit einem erneuerten Kalkplattendach ausgestattet.
In der Pfarreikirche sind die Reliquien der drei elenden Heiligen Archus, Herenäus und Quartanus aufbewahrt.

## Nachbarorte und -gemeinden
An Etting grenzen die zum Landkreis Eichstätt gehörenden Gemeinden Wettstetten und Gaimersheim sowie der Stadtbezirk Oberhaunstadt an.